# Oboe musette
L'oboe musette (o solo musette) è il membro più piccolo e quindi più acuto della famiglia dell'oboe. Intonato in Mib o Fa, cioè una terza minore o una quarta giusta sopra l'oboe normale, la musette è una versione sopranina dell'oboe, paragonabile al clarinetto in Mib.
(Nota: questo strumento musicale non deve essere confuso con la musette de cour, con nome simile, che è una sorta di cornamusa suonata con un mantice)

## Fabbricanti

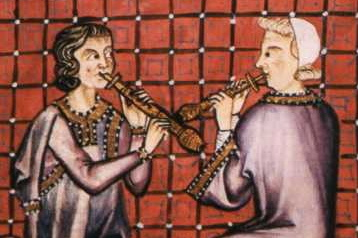
Due suonatori di ciaramella delle Cantigas de Santa Maria (XIII secolo).

Le musette sono prodotte dai produttori francesi F. Lorée (intonato in Fa) e Marigaux (intonato in Mib), nonché dalla ditta italiana Fratelli Patricola (intonato in Mib). Lorée chiama il suo strumento hautbois piccolo, mentre Marigaux e Patricola chiamano i loro strumenti rispettivamente hautbois musette e oboe musette.

## Repertorio
Lo strumento ha trovato il massimo utilizzo nella musica da camera e contemporanea, dove è apprezzato per il suo insolito colore. Viene anche impiegato in gruppi a doppia ancia come Amoris e in colonne sonore. Forse i pezzi più noti che richiedono la musette sono Solo per oboe (1971) e Concerto per oboe e orchestra n. 2, entrambi di Bruno Maderna, Vérifications di Samuel Andreyev e Ar-Loth (1967) di Paolo Renosto.
Altre opere contemporanee per lo strumento sono Scherzo furioso di William Blezard, Tasmanian Ants di Ian Keith Harris, Iberian Improvisations e Bailables di Leonard Salzedo, Variations on a Sicilian Shepherd Tune di Clive Strutt.
Due concerti sono stati scritti per la musette in aggiunta agli altri quattro membri della famiglia dell'oboe, questi lavori sono Oborama di David Stock e Rituals and Dances di James Stephenson, entrambi scritti per Alex Klein.